# Tournoi de tennis de Porto Rico (WTA 1993)
Le tournoi de tennis de Porto Rico est un tournoi de tennis professionnel. L'édition féminine 1993, classée en catégorie Tier IV, se dispute à San Juan du 26 juillet au 1er août 1993.
Linda Wild remporte le simple dames. En finale, elle bat Ann Grossman, décrochant à cette occasion le 1er titre de sa carrière sur le circuit WTA.
L'épreuve de double voit quant à elle s'imposer Debbie Graham et Ann Grossman.

## Résultats en simple

### Parcours
| No | Joueuse           | Résultat      | Ultime adversaire     |
| -- | ----------------- | ------------- | --------------------- |
| 1  | Brenda Schultz    | 1er tour      | Rossana de los Ríos   |
| 2  | Ann Grossman      | Finale        | Linda Wild (7)        |
| 3  | Debbie Graham     | 1/2 finale    | Ann Grossman (2)      |
| 4  | Angélica Gavaldón | 1/2 finale    | Linda Wild (7)        |
| 5  | Laura Golarsa     | 1/4 de finale | Angélica Gavaldón (4) |
| 6  | Laura Arraya      | 1er tour      | Nathalie Herreman     |
| 7  | Linda Wild        | Victoire      | Ann Grossman (2)      |
| 8  | Karine Quentrec   | 2e tour       | Cătălina Cristea (Q)  |

| No | Joueuse          | Résultat      | Ultime adversaire     |
| -- | ---------------- | ------------- | --------------------- |
| 1  | Pilar Vásquez    | 2e tour       | Angélica Gavaldón (4) |
| 2  | Cătălina Cristea | 1/4 de finale | Ann Grossman (2)      |
| 3  | Andrea Leand     | 1er tour      | Sonya Jeyaseelan (Q)  |
| 4  | Sonya Jeyaseelan | 2e tour       | Ann Grossman (2)      |

## Résultats en double

### Parcours
| No | Équipe                               | Résultat | Ultimes adversaires            |
| -- | ------------------------------------ | -------- | ------------------------------ |
| 1  | Kellie Dorman-Tyrone Philippa Palmer | 1er tour | Elena Likhovtseva Nicole Pratt |

| No | Équipe                       | Résultat | Ultimes adversaires         |
| -- | ---------------------------- | -------- | --------------------------- |
| 1  | Joanna Bauza Emilie Viqueira | 1er tour | Linda Wild Audra Keller (3) |

| No | Équipe                                | Résultat | Ultimes adversaires       |
| -- | ------------------------------------- | -------- | ------------------------- |
| 1  | Svetlana Komleva Nino Louarsabishvili | 1er tour | Amy de Lone Erika de Lone |